# Latty (Ohio)

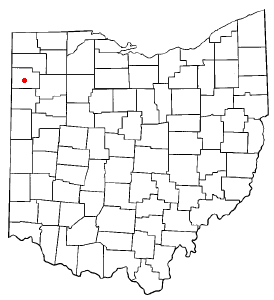
Wieś Latty w stanie Ohio

Latty – wieś w USA, w stanie Ohio, w hrabstwie Paulding.
Według danych z 2000 roku wieś miała 200 mieszkańców.